# Chaim Schalk
Chaim Schalk (Red Deer, 23 april 1986) is een Canadees-Amerikaanse beachvolleyballer. Hij nam eenmaal deel aan de Olympische Spelen.

## Carrière

### Achtergrond
Schalk groeide met vier broers op in Canada en heeft zowel de Canadese als Amerikaanse nationaliteit. Hij volleybalde in de zaal voor het schoolteam van Red Deer College waarmee hij tweemaal nationaal kampioen werd en vervolgens voor het universiteitsteam van Trinity Western University. Schalk trouwde in 2015 met beachvolleyballer Lane Carico met wie hij een dochter heeft.

### 2009 tot en met 2016
Schalk deed in 2009 met Daniel Dearing mee aan een toernooi in Tijuana in de Noord-Amerikaanse competitie. Het jaar daarop debuteerde hij met Martin Reader in de FIVB World Tour. Het duo speelde vijf wedstrijden en kwam daarbij niet verder dan een vijf-en-twintigste plaats. Het daaropvolgende seizoen namen ze deel aan vier internationale toernooien met een vijf-en-twintigste plaats in Quebec als beste resultaat. In het continentale circuit behaalden ze bovendien een vierde plaats op Grand Cayman. In 2012 speelde Schalk twee wedstrijden in de World Tour met Matt Zbyszewski en won hij met Ben Saxton het NORCECA-toernooi van Chula Vista. Schalk en Saxton vormden vervolgens tot en met 2017 een vast team. Het eerste seizoen namen ze deel aan tien reguliere FIVB-toernooien met vier negende plaatsen als resultaat (Gstaad, Long Beach, Moskou en Xiamen). Daarnaast deed het tweetal mee aan de wereldkampioenschappen in Stare Jabłonki. Daar bereikten ze de kwartfinale die verloren werd van de Brazilianen Alison Cerutti en Emanuel Rego. In de continentale competitie behaalden ze verder drie derde plaatsen.
In 2014 waren Schalk en Saxton actief op elf mondiale toernooien. Met een derde plaats in Paraná haalden ze voor het eerst het podium en in São Paulo bereikten ze verder de kwartfinale. Bovendien wonnen ze het NORCECA-toernooi van Trinidad en Tobago. Het jaar daarop deed het duo mee aan negen reguliere toernooien in de internationale competitie. Ze behaalden daarbij een tweede plaats in Yokohama, een derde plaats in Olsztyn en een vijfde plaats in Poreč. Bij de WK in Nederland strandden ze in de zestiende finale tegen het Zwitserse tweetal Philip Gabathuler en Mirco Gerson. Ze sloten het seizoen af met een zevende plaats bij de World Tour Finals in Fort Lauderdale. In 2016 speelden Schalk en Saxton in aanloop naar de Olympische Spelen dertien wedstrijden in de World Tour met onder meer twee derde (Poreč en Klagenfurt) en twee vijfde plaatsen (Xiamen en Olsztyn) als resultaat. Bij de Spelen in Rio de Janeiro werd het duo in de achtste finale uitgeschakeld door Alexander Brouwer en Robert Meeuwsen uit Nederland. Na afloop eindigden Schalk en Saxton als vierde bij de Finals in Toronto.

### 2017 tot heden
Het daaropvolgende seizoen kwamen ze bij vijf reguliere FIVB-toernooien niet verder dan twee zeventiende plaatsen. Bij de WK in Wenen en de seizoensfinale in Hamburg eindigden ze als vijfde; in Wenen verloren ze de kwartfinale van de latere kampioenen Evandro Gonçalves en André Loyola. Na afloop van het seizoen ging het duo uit elkaar en begon Schalk aan het proces om internationaal voor de Verenigde Staten uit te komen. In 2017 debuteerde hij bovendien in de AVP Tour waar hij aan vijf toernooien deelnam. Met Ricardo Santos behaalde een derde plaats in New York. Het jaar daarop partnerde hij in de Amerikaanse competitie achtereenvolgens met Santos en Tim Bomgren. Bij zeven toernooien kwam hij tot een tweede plaats in Chicago en een derde plaats in San Francisco. In 2019 speelde Schalk met Jeremy Casebeer acht wedstrijden in eigen land waarbij ze vier keer op het podium eindigden. Ze wonnen in Seattle, werden tweede in Austin en derde in Chicago en Waikiki. In de continentale toer waren ze verder goed voor een overwinning in Hato Mayor en een derde plaats in Ocho Rios.
Het seizoen daarop deed hij met Chase Budinger mee aan drie AVP-toernooien in Long Beach met twee derde plaatsen als resultaat. In 2021 vormde Schalk een team met Theo Brunner en kwam hij – inmiddels voor de Verenigde Staten – voor het eerst sinds 2017 weer in actie op de World Tour. Het tweetal nam deel aan negen toernooien op mondiaal niveau en boekte daarbij de overwinning in Rubavu. In de binnenlandse competitie waren ze bij drie toernooien goed voor een tweede (Atlanta) en een derde plaats (Manhattan Beach). Het seizoen daarop deden ze in de Beach Pro Tour – de opvolger van de World Tour – mee aan vijf toernooien. Ze behaalden daarbij twee vijfde plaatsen (Itapema en Jūrmala). Bij de WK in Rome eindigden Schalk en Brunner als vierde nadat ze in de halve en troostfinale achtereenvolgens verloren van de Braziliaanse tweetallen Renato Lima en Vitor Felipe en George Wanderley en André Loyola.

## Palmares
Kampioenschappen
- 2013: 5e WK
- 2016: 9e OS
- 2017: 5e WK
- 2022: 4e WK

FIVB World Tour
- 2014:  Paraná Open
- 2015:  Grand Slam Yokohama
- 2015:  Grand Slam Olsztyn
- 2016:  Poreč Major
- 2016:  Klagenfurt Major
- 2021:  2* Rubavu